# Campeonato Argentino de Clubes de Básquet
Il Campeonato Argentino de Clubes de Básquet (in italiano: Campionato Argentino dei Club di Pallacanestro) è stato il campionato professionistico di pallacanestro di massimo livello in Argentina fino al 1984, anno in cui è stato sostituito dalla Liga Nacional de Básquet (LNB).

## Storia
Il Campeonato Argentino de Clubes de Básquet fu la principale competizione di pallacanestro per club maschili in Argentina, istituita nel 1936 con l’obiettivo di organizzare un torneo nazionale riservato esclusivamente alle squadre di club. Prima di allora, infatti, esistevano solo tornei regionali o interprovinciali, come il Torneo Metropolitano, riservato alle squadre di Buenos Aires, oppure competizioni in cui partecipavano rappresentative provinciali e non club veri e propri.

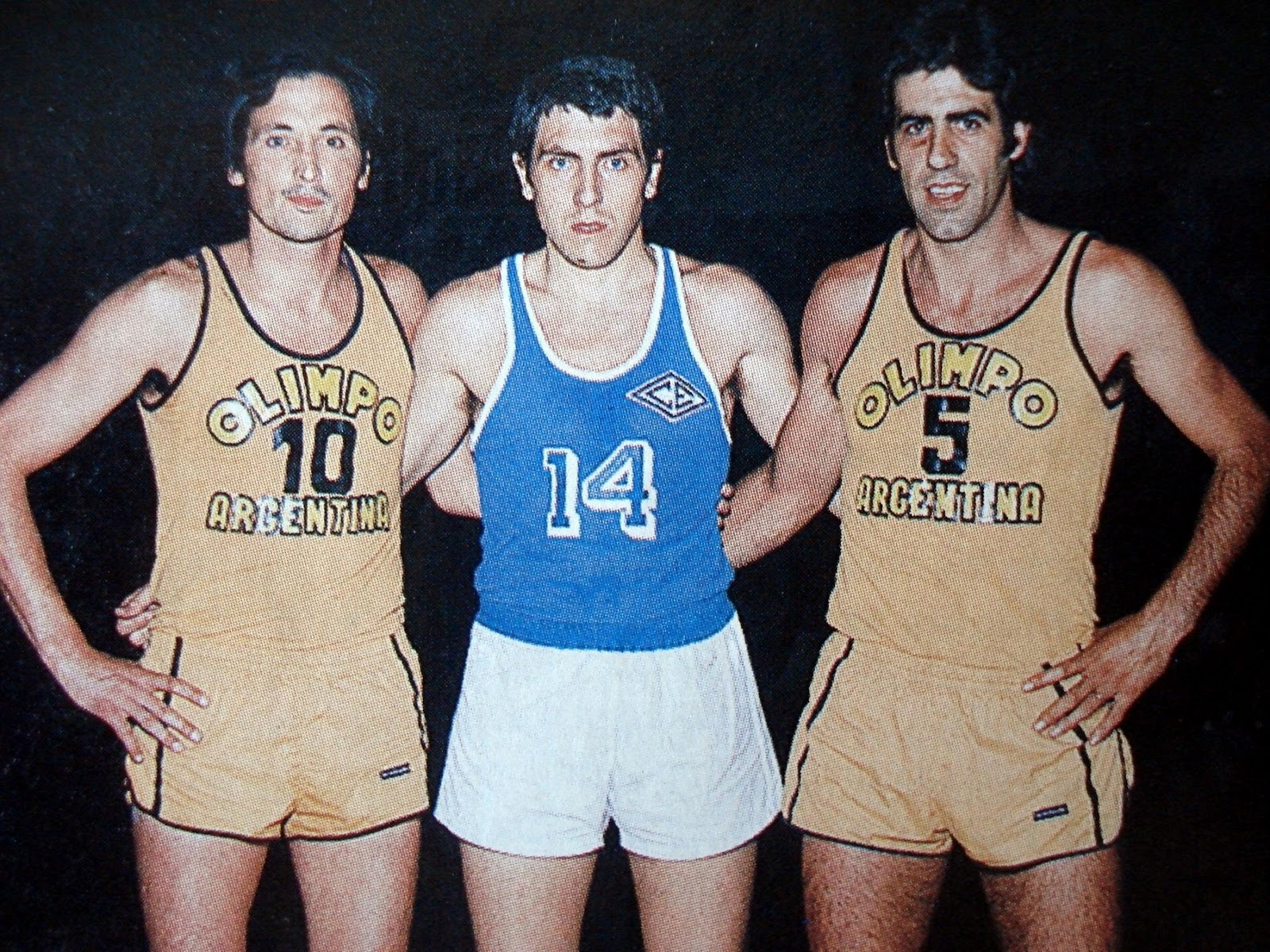
Atilio Fruet, Alberto Cabrera e José De Lizaso, che giocavano rispettivamente per le squadre "bahiense" Olimpo ed Estudiantes, furono soprannominati "I Tre Moschettieri del basket" negli anni '60.

Organizzato dalla Confederación Argentina de Básquetbol (CABB), il campionato esordì con le prime due edizioni disputate sui campi in terra battuta della YMCA di Buenos Aires. Per i primi anni, la competizione fu ospitata nella capitale, ma presto si estese anche ad altre città del paese: Córdoba, Mendoza, Rosario, Tucumán, San Juan, Salta e Jujuy ospitarono diverse edizioni. Nel 1939, il torneo si disputò a Bahía Blanca, che da quel momento venne soprannominata “la capitale del basket argentino”, grazie anche alla partecipazione di 15 squadre, un numero significativo per l’epoca.
L’ultima edizione del Campeonato Argentino si tenne nel 1984 e fu vinta dal San Andrés, squadra proveniente dal dipartimento del Partido di General San Martín, che sconfisse il River Plate in finale. Quell’anno segnò la fine della competizione, che venne sostituito dalla Liga Nacional de Básquet (LNB), nata proprio nel 1985 con l’intento di creare una lega professionistica strutturata sul modello delle grandi leghe americane ed europee.
Tra le squadre che oggi militano in LNB, solo alcune possono vantare almeno un titolo nel vecchio Campeonato Argentino: tra queste, spiccano club storici come Boca Juniors, Obras Sanitarias, Club Atlético Lanús e San Lorenzo, che hanno contribuito a scrivere le prime pagine della storia del basket argentino.

## Albo d'oro
| Stagione                  | Campione               | Finalista             | Sede                  |
| ------------------------- | ---------------------- | --------------------- | --------------------- |
| 1936                      | Huracán Rosario        | sconosciuto           | Buenos Aires          |
| Non disputata (1937)      |                        |                       |                       |
| 1938                      | Gimnasia Santa Fe      | Atlético Echagüe      | Santa Fe              |
| 1939                      | Gimnasia Santa Fe      | Sporting Social CF    | Rosario               |
| Non disputata (1940)      |                        |                       |                       |
| 1941                      | Santiago BBC           | Gimnasia La Plata     | San Miguel de Tucumán |
| 1942                      | Estud. Olavarría       | YPF La Plata          | Olavarría             |
| 1943                      | Unión                  | San Lorenzo           | Buenos Aires          |
| Non disputata (1944-1947) |                        |                       |                       |
| 1948                      | Villa San Martin       | sconosciuto           |                       |
| Non disputata (1949-1950) |                        |                       |                       |
| 1951                      | Villa San Martin       | sconosciuto           |                       |
| Non disputata (1952-1957) |                        |                       |                       |
| 1958                      | San Lorenzo            | Unión                 | Buenos Aires          |
| 1959                      | Inti Club de Santiago  | Arizu Mendoza         | Santiago del Estero   |
| 1960                      | Santiago BBC           | Gimnasia La Plata     | Catamarca             |
| 1961                      | Hindú Club Resistencia | Ciclista Paraná       | Resistencia           |
| 1962                      | Peñarol M. d. Plata    | sconosciuto           |                       |
| 1963                      | Boca Juniors           | sconosciuto           |                       |
| 1964                      | Villa San Martin       | Inti Club de Santiago |                       |
| 1965                      | Tomás de Rocam.        | sconosciuto           |                       |
| Non disputata (1966-1967) |                        |                       |                       |
| 1968                      | Almagro de Esperanza   | Tomás de Rocam.       |                       |
| 1969                      | Unión                  | Tomás de Rocam.       | Villa Angela          |
| Non disputata (1970-1973) |                        |                       |                       |
| 1974                      | Ol. Bahía Blanca       | Obras Sanitarias      | Bahía Blanca          |
| 1975                      | Obras Sanitarias       | Est. Bahía Blanca     |                       |
| 1976                      | Obras Sanitarias       | Regatas Corrientes    | Neuquén               |
| 1977                      | Club Atlético Lanús    | Unión Progresista     | Catamarca             |
| 1978                      | Ol. Bahía Blanca       | Obras Sanitarias      |                       |
| 1979                      | Gimnasia La Plata      | Hindú Club Córdoba    | Córdoba               |
| 1980                      | Gimnasia La Plata      | Ol. Bahía Blanca      |                       |
| 1981                      | Ferro Carril Oeste     | sconosciuto           |                       |
| 1982                      | Obras Sanitarias       | Hindú Club Córdoba    |                       |
| 1983                      | River Plate            | Obras Sanitarias      |                       |
| 1984                      | San Andrés             | River Plate           |                       |

## Titoli per squadra
| Squadra                | Titoli | Edizioni         |
| ---------------------- | ------ | ---------------- |
| Obras Sanitarias       | 3      | 1975, 1976, 1982 |
| Gimnasia Santa Fe      | 2      | 1938, 1939       |
| Santiago BBC           | 2      | 1941, 1960       |
| Unión                  | 2      | 1943, 1969       |
| Villa San Martin       | 2      | 1948, 1951       |
| Ol. Bahía Blanca       | 2      | 1974, 1978       |
| Gimnasia La Plata      | 2      | 1979, 1980       |
| Huracán Rosario        | 1      | 1936             |
| San Lorenzo            | 1      | 1958             |
| Inti Club de Santiago  | 1      | 1959             |
| Hindú Club Resistencia | 1      | 1961             |
| Peñarol M. d. Plata    | 1      | 1962             |
| Boca Juniors           | 1      | 1963             |
| Tomás de Rocam.        | 1      | 1965             |
| Almagro de Esperanza   | 1      | 1968             |
| Club Atlético Lanús    | 1      | 1977             |
| Ferro Carril Oeste     | 1      | 1981             |
| River Plate            | 1      | 1983             |
| San Andrés             | 1      | 1984             |